# Kaufdorf
Kaufdorf is een gemeente en plaats in het Zwitserse kanton Bern, en maakt deel uit van het district Bern-Mittelland.
Kaufdorf telt 1.020 inwoners.